# Compito autentico
Il compito autentico è un "problema complesso e aperto, posto agli studenti per dimostrare la loro padronanza di qualcosa". Si tratta di un’attività didattica fondata sull'apprendimento autentico che permette agli studenti, in piccoli gruppi di lavoro di indagare, discutere, organizzare o risolvere problemi in contesti reali o di simulazione.

## Aspetti teorici e scopi
Il suo fondamento pedagogico si basa sul fatto che le competenze possono essere apprese e valutate solo in un ambiente di apprendimento di tipo CSSC (Constructive, Self-regulated, Situated and Collaborative, "costruttivo, autoregolato, situato e collaborativo") come veicolo per l’acquisizione delle competenze stesse. Tale approccio socio-costruttivista è ben descritto da Erik De Corte.
Il compito autentico produce una maggiore motivazione allo studio, incoraggia ad apprendere nuovi concetti e competenze in un ambiente non astratto e equipaggia gli studenti con abilità pratiche ad affrontare argomenti rilevanti e applicabili alla loro vita, fuori dalla scuola.
Esistono diverse definizioni del compito autentico. In letteratura anglofona esso viene identificato con il termine authentic task o performance task. Tuttavia, la letteratura suggerisce che ci siano diverse caratteristiche che lo rendono tale anche se non rispettate nella loro globalità. In lingua italiana l'espressione "compito autentico" è sinonimo di "compito di realtà".

## Caratteristiche fondamentali
Ecco alcune delle sue caratteristiche:
- la scelta dei temi tiene conto degli interessi degli studenti;
- impegna gli studenti attivamente in una ricerca o in un'inchiesta;
- richiede l'integrazione di contenuti provenienti da diverse discipline;
- è strettamente connesso al mondo al di là delle mura della classe;
- è un compito difficile che impegna in capacità di pensiero di ordine superiore, come analizzare, sintetizzare, progettare, manipolare e valutare le informazioni;
- inizia con una domanda o un problema che non ha una risposta univoca;
- gli studenti producono un prodotto che può essere condiviso con un pubblico fuori dall'aula;
- questi prodotti hanno valore a sé stante, indipendente dalla valutazione dell’insegnante;
- il lavoro è guidato non solo dai docenti ma anche da studenti, con tutor, coetanei, genitori e esperti esterni;
- si lavora sempre in gruppo o almeno in coppia;
- sono disponibili numerose risorse;
- la valutazione del compito autentico avviene non solo al termine ma anche durante il compito stesso;
- è sempre consigliabile la predisposizione di checklist di autovalutazione.[9]

## Utilizzo
In Italia il compito autentico è risultato essere lo strumento didattico maggiormente utilizzato per rilevare le competenze degli studenti. Questo dato viene riportato in un documento del Ministero dell'istruzione, dell'università e della ricerca italiano del 2015: a pagina 33 una tabella identifica, nel 44% dei casi, il compito autentico come lo strumento didattico preferenziale per l'esercizio e la valutazione delle competenze.